# Robert Charles Browne
Robert Charles Browne (* 31. Oktober 1952 in Coushatta, Louisiana) ist ein US-amerikanischer Mörder und mutmaßlicher Serienmörder. 
Browne brach die High School ab und trat in die Armee ein, in welcher er von 1969 bis 1976 seinen Wehrdienst ableistete. Er wurde aufgrund von Drogenmissbrauchs unehrenhaft aus dem Dienst entlassen. 
Browne verbüßt seit 1995 eine lebenslange Haftstrafe wegen Mordes an einer 13-jährigen Schülerin Heather Dawn Church.
Am 27. Juli 2006 gestand er weitere 49 Morde, die er in der Zeit von 1970 bis zu seiner Festnahme 1995 begangen haben will. Seinen ersten Mord beging er laut eigener Aussage 1970 während seiner Dienstzeit in Südkorea. Er gibt an, in den darauffolgenden Jahrzehnten in den USA weitere Morde begangen zu haben, siebzehn in Louisiana, neun in Colorado, sieben in Texas, fünf in Arkansas, drei in Mississippi, je zwei in Kalifornien, New Mexico und Oklahoma sowie einen Mord im Staat Washington. Sollten seine Geständnisse der Wahrheit entsprechen, so macht ihn dies zum Serienmörder mit der höchsten Zahl an Opfern in der Geschichte der USA. Diesen „Rang“ hielt bisher Gary Ridgway mit 48 nachgewiesenen Morden.
Der Fall wurde in der Dokuserie Homicide Hunter – Dem Mörder auf der Spur (Homicide Hunter: Lt. Joe Kenda, Season 8, Episode 16) und Forensic Files (Season 12, Episode 12), in Deutschland als Medical Detectives – Geheimnisse der Gerichtsmedizin bekannt, präsentiert.